# 畑トンネル

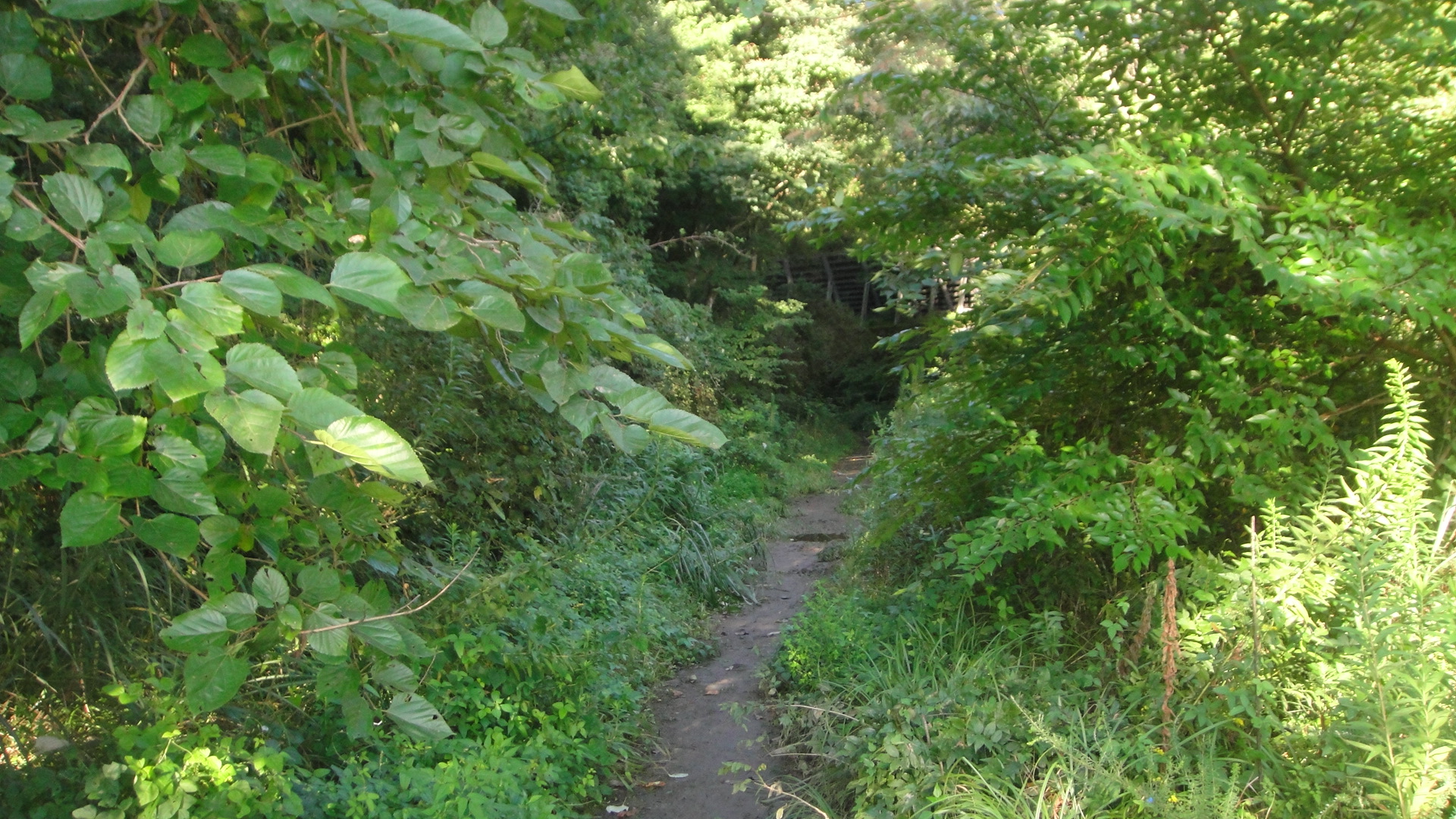
旧道

畑トンネル（はたトンネル）は、飯能市大河原・下畑付近にある東京都道・埼玉県道28号青梅飯能線の旧道（現・市道4-540-1号線）に所在するトンネル。埼玉県で初となる煉瓦巻のトンネルであり近代歴史遺産に値する。現在はトンネルの解体工事の為、トンネル入り口に柵が張られており、人が立ち入る事が出来ない状態になっている。

## 歴史
- 19世紀の末、飯能と青梅との経済発展のため、1897年に当時の飯能町長・南高麗村長が、当時の埼玉県知事に県道の補助道建設を依頼した。
- その後一時は日露戦争の影響で実現できなかったが、1908年に飯能青梅道として着工され、岩をくりぬいた煉瓦巻のトンネルとしては埼玉県初、当時の金額で3万8697円21銭の経費で1910年3月31日に完成した。
- その後県道として使われ続けたが、1987年12月24日、バイパス（東京都道・埼玉県道28号青梅飯能線）が完成した事により、このトンネルの道は市道(4-540-1号線)となった。
- 1996年頃より下畑418-1からクリーンセンターまでの間において、不法投棄の発生が問題となり通行止の処置をとる[2]。
- 1998年及び1999年の大雨で土砂崩れがあり、そのため旧道の両端がバリケードにより封鎖され、車が通行するのは不可能となった。またトンネルの老朽化を理由に通行道路としての義務を果たせなくなり、全区間が通行止めとなった[1]。2022年現在でも立ち入り禁止となっている[2]。

## 諸元
- 煉瓦巻
- 延長78.3m
- 幅員4.07m[1]
- 高さ3,9m